# Гарольд Коксетер
Гарольд Скотт Макдональд Коксетер (Кокстер) (англ. Harold Scott MacDonald Coxeter; 9 лютого 1907, Лондон, Велика Британія — 31 березня 2003, Торонто, Канада) — канадський математик британського походження. Вважається одним з найбільших геометрів XX століття. Народився у Лондоні, але більшу частину життя провів у Канаді.

## Біографія
В молоді роки Коксетер складав музику, у віці 10 років вже був піаністом. Пізніше писав,  що математика і музика тісно пов'язані у викладі своїх ідей, в статті 1962 року «Математика і музика» в Canadian Music Journal.
Протягом 60 років працював в Університеті Торонто і опублікував дванадцять книг. Найбільш відомий роботами про правильні багатогранники і багатовимірну геометрію. Він був прихильником класичного підходу до геометрії в період, коли тенденція підходу до геометрії все більше і більше нагадувала підхід до алгебри.
Коксетер прийшов у Триніті-коледж, Кембридж, в 1926 році як викладач математики. Там він здобув ступінь бакалавра в 1928 році і докторський ступінь в 1931 році. У 1932 році він вирушив до Принстонського університету на один рік на стипендію Фонду Рокфеллера, де він працював з Германом Вейлем, Освальдом Вебленом і Соломоном Лефшец. Повернувшись в Триніті через рік, він взяв участь у семінарі з філософії математики, організованому Людвігом Вітгенштейном. У 1934 році він провів один рік в Принстонському університеті як стипендіат фонду Проктера.
У 1936 році Коксетер переїхав у Канаду і став працювати в Університеті Торонто, ставши його професором в 1948 році. Він був обраний членом Королівського товариства Канади в 1948 році і членом Королівського товариства в 1950 році. Він працював разом з Мауріціо Ешером і Бакмінстер Фуллером, частина його робіт про геометричні фігури натхненна рядом їхніх ідей.
Коксетер, Лонге-Хіггінс  і Міллер  були першими, хто опублікував повний список правильних багатогранників (1954)
У 1978 році Канадське математичне товариство заснувало премію Кокстера-Джеймса на його честь.
У 1990 році став іноземним членом Американської академії мистецтв і наук. У 1997 році отримав медаль Сильвестра від Королівського товариства і був нагороджений Орденом Канади.

## Роботи
- Regular and Semi-Regular Polytopes I[недоступне посилання], [Math. Zeit. 46 (1940) 380-407, MR 2,10]
- Coxeter, Longuet-Higgins, Miller, Uniform polyhedra, Phil. Trans. 1954, 246 A, 401–450.
- The Real Projective Plane (1949)
- Introduction to Geometry (1961)
- Regular Polytopes (2nd edition, 1963), Macmillan Company
  - Regular Polytopes, (3rd edition, 1973), Dover edition, ISBN 0-486-61480-8
- Non-Euclidean Geometry [Архівовано 25 грудня 2016 у Wayback Machine.] (1st ed, 1942), (2nd ed, 1947), (3rd ed, 1957), (4th ed, 1961), (5th ed, 1965), U. of Toronto Press; (6th ed, 1998), MAA.
- Geometry Revisited (with S. L. Greitzer, 1967)
- Twisted honeycombs [Архівовано 9 січня 2017 у Wayback Machine.] (American Mathematical Society, 1970, Regional conference series in mathematics Number 4, ISBN 0-8218-1653-5)
- Projective Geometry (2nd edition, 1974)
- Regular Complex Polytopes (1974), Cambridge University Press
- (1st ed, 1957)
- H.S.M. Coxeter, R. Frucht and D. L. Powers, Zero-Symmetric Graphs, (1981) Academic Press.
- Regular and Semi-Regular Polytopes II[недоступне посилання], [Math. Zeit. 188 (1985) 559-591]
- Regular and Semi-Regular Polytopes III[недоступне посилання], [Math. Zeit. 200 (1988) 3-45]
- F. Arthur Sherk, Peter McMullen, Anthony C. Thompson and Asia Ivić Weiss, editors: Kaleidoscopes — Selected Writings of H.S.M. Coxeter. John Wiley, 1995, ISBN 0-471-01003-0
- The Beauty of Geometry: Twelve Essays (1999), Dover Publications, LCCN 99-35678 [Архівовано 15 квітня 2022 у Wayback Machine.], ISBN 0-486-40919-8
- П'ятдесят дев'ять Ікосаедрів (англю: The Fifty-Nine Icosahedra (with P. Du Val, H. T. Flather, J. F. Petrie))
- Математичні рекреацій та нариси (англ: Mathematical Recreations and Essays (with W. W. Rouse Ball))